# 3225 Хоаґ
3225 Хоаґ (3225 Hoag) — астероїд головного поясу, відкритий 20 серпня 1982 року.
Тіссеранів параметр щодо Юпітера — 3,855.